# 静岡総合研究機構
財団法人静岡総合研究機構（しずおかそうごうけんきゅうきこう、英語：Shizuoka Research Institute）は、解散した日本の特例財団法人。略称はSRI、静岡総研（しずおかそうけん）。

## 概要
静岡総合研究機構は、静岡県知事が所管する特例財団法人である。「地域の行政系シンクタンク」を標榜しており、自主研究や受託研究に加え、情報誌の発行やセミナーの開催など、多様な調査研究を行っている。また、フォーラムの企画・運営や、学術研究への助成などを通じて、学術の振興を促している。基本財産出捐金のうちおよそ9割以上を静岡県が出資しており、残りの2.7パーセントを市町村の出資が占め、1.9％を民間からの出資が占める。本部は静岡県静岡市葵区のもくせい会館に設置されている。事務局の下に、研究・学術グループと総務グループの計2グループが置かれている。 

## 沿革
静岡総合研究機構は、1984年に発足した。初代理事長には、のちに日本長期信用銀行専務や長銀総合研究所理事長などを歴任することとなる経済学者の竹内宏が就任した。設立以来、調査・研究活動を展開するとともに、学術の振興にも取り組んできた。2010年度の事業活動収入だけで1億7000万円強に達している。しかし、2011年度の事業計画において、受託業務の減少や低金利にともなう基本財産運用収入の低下等を懸念材料として挙げ、公益財団法人への移行もハードルが高いとの見通しを示し、2012年3月に解散するとの方針を打ち出した。この発表を受け、静岡県知事の川勝平太は「経済上、立ちゆかないとの理由で（SRIの）解散を決めたのはショック」と発言したうえで、静岡総合研究機構の調査研究機能については静岡県立大学に移管する構想を明らかにした。2012年3月末をもって解散し、研修部門の機能は県が直営で行っている。

## 歴代理事長
| 静岡総合研究機構理事長 | 静岡総合研究機構理事長 | 静岡総合研究機構理事長 | 静岡総合研究機構理事長 |
| 代                     | 氏名                   | 就任日                 | 退任日                 |
| ---------------------- | ---------------------- | ---------------------- | ---------------------- |
| 1                      | 竹内宏                 | 1984年                 | 2012年                 |

## 在籍した人物
括弧内は在籍当時の代表的な役職、ハイフン以降はその他の代表的な役職を示す。
- 岡野光喜（評議員） - スルガ銀行社長
- 木苗直秀（理事） - 静岡県立大学学長
- 佐藤三武朗（理事） - 日本大学国際関係学部学部長
- 竹内宏（理事長） - 長銀総合研究所理事長
- 鴇田勝彦（評議員） - 中小企業庁長官
- 中西勝則（評議員） - 静岡銀行頭取
- 西野勝明（研究部部長） - 静岡県庁県民部理事
- 望月良和（理事） - 伊豆の国市長